# Marathon van Turijn 2006
De marathon van Turijn 2006 vond plaats op zondag 24 september 2006 in Turijn. Het was de 20e editie van deze marathon. In totaal finishten 1020 deelnemers waarvan 908 mannen 112 vrouwen. De wedstrijd bij de mannen werd gewonnen de Keniaan Stephen Kibiwot in 2:10.10. Hij had een halve minuut voorsprong op zijn landgenoot Henry Kapkyai. Bij de vrouwen was de Keniaanse Jane Ekimat het snelste en won de wedstrijd in 2:32.18.

## Uitslagen

### Mannen
| rang   | naam                | land | tijd    |
| ------ | ------------------- | ---- | ------- |
| Goud   | Stephen Kibiwot     | KEN  | 2:10.10 |
| Zilver | Henry Kapkyai       | KEN  | 2:10.43 |
| Brons  | Eliap Kurgat        | KEN  | 2:11.45 |
| 4      | David Chepkwony     | KEN  | 2:14.29 |
| 5      | Mohamed Zakaria     | BRN  | 2:15.20 |
| 6      | Benjamin Pseret     | KEN  | 2:16.08 |
| 7      | Willy Cheruiyot     | KEN  | 2:16.13 |
| 8      | David Kirui         | KEN  | 2:17.42 |
| 9      | Abebe Halefom       | ETH  | 2:18.04 |
| 10     | Rachid Nadij        | MAR  | 2:19.04 |
| 11     | Urguessa Woyessa    | ETH  | 2:20.16 |
| 12     | Nelson Lebo         | KEN  | 2:22.39 |
| 13     | Alessandro Giannone | ITA  | 2:29.32 |
| 14     | Silvio Larocca      | ITA  | 2:31.25 |
| 15     | Riccardo Quattrini  | ITA  | 2:36.00 |

### Vrouwen
| rang   | naam                   | land | tijd    |
| ------ | ---------------------- | ---- | ------- |
| Goud   | Jane Ekimat            | KEN  | 2:32.18 |
| Zilver | Alesya Nurgalyeva      | RUS  | 2:35.13 |
| Brons  | Woinshet Girma         | ETH  | 2:38.30 |
| 4      | Sisay Measo            | ETH  | 2:45.05 |
| 5      | Elena Navone           | ITA  | 3:00.28 |
| 6      | Sandra Parce           | FRA  | 3:01.58 |
| 9      | Sylvie Durand          | ITA  | 3:08.47 |
| 10     | Maria-Grazia Navacchia | ITA  | 3:11.21 |

1974 ·
1975 ·
1976 ·
1977 ·
1978 ·
1979 ·
1980 ·
1981 ·
1982 ·
1983 ·
1984 ·
1985 ·
1986 ·
1987 ·
1988 ·
1989 ·
1990 ·
1991 ·
1992 ·
1993 ·
1994 ·
1995 ·
1996 ·
1997 ·
1998 ·
1999 ·
2000 ·
2001 ·
2002 ·
2003 ·
2004 ·
2005 ·
2006 ·
2007 ·
2008 ·
2009 ·
2010 ·
2011 ·
2012 ·
2013 ·
2014 ·
2015 ·
2016 ·
2017